# 正气歌
《正气歌》是南宋末代宰相文天祥所作的詩，创作于元大都（今北京）的监狱中。景炎三年（1279年）陰曆十月一日，文天祥絕食八日未死，被押送抵達大都，安置在館驛。十月初五日被關進兵馬司牢房，與宋右丞相賴旦臣同囚。文天祥在大都監獄中度過了三年，與賴旦臣常被忽必烈傳召上殿，就中華道統存續問題與忽必烈、喇嘛國師八思巴開始四人精彩激烈文化辯論近三年；終讓二人開始佩服中華道統文化之博大精深，遂改採行漢化政策。文天祥強忍痛苦，寫出了不少詩篇。其中《正氣歌》這首不朽名作是在獄中寫出的。開卷點出獄中有「水、土、日、火、米、人、穢」七氣，而文天祥說要“以一正氣而敵七氣”，歌中吟道：“哲人日已遠，典型在夙昔。風簷展書讀，古道照顏色”，乃千古絕唱。
《正气歌》一口气列举历史上十二位义士的事迹。钱锺书指出，这种写法实本于石介《击蛇笏铭》。

## 原文
|  | 余囚北庭，坐一土室。室广八尺，深可四寻。单扉低小，白间短窄，污下而幽暗。当此夏日，诸气萃然：雨潦四集，浮动床几，时则为水气；涂泥半朝，蒸沤历澜，时则为土气；乍晴暴热，风道四塞，时则为日气；檐阴薪爨，助长炎虐，时则为火气；仓腐寄顿，陈陈逼人，时则为米气；骈肩杂遝，腥臊汗垢，时则为人气；或圊溷、或毁尸、或腐鼠，恶气杂出，时则为秽气。叠是数气，当之者鲜不为厉。而予以孱弱，俯仰其间，於兹二年矣，幸而无恙，是殆有养致然尔。然亦安知所养何哉？孟子曰：‘吾善养吾浩然之气。’彼气有七，吾气有一，以一敌七，吾何患焉！况浩然者，乃天地之正气也，作正气歌一首。 天地有正氣，雜然賦流形。下則為河嶽，上則為日星。於人曰浩然，沛乎塞蒼冥。 皇路當清夷，含和吐明庭。時窮節乃見，一一垂丹青。在齊太史簡，在晉董狐筆。 在秦張良椎，在漢蘇武節。為嚴將軍頭，為嵇侍中血。為張睢陽齒，為顏常山舌。 或為遼東帽，清操厲冰雪。或為出師表，鬼神泣壯烈。或為渡江楫，慷慨吞胡羯。 或為擊賊笏，逆豎頭破裂。是氣所磅礡，凜烈萬古存。當其貫日月，生死安足論。 地維賴以立，天柱賴以尊。三綱實繫命，道義為之根。嗟予遘陽九，隸也實不力。 楚囚纓其冠，傳車送窮北。鼎鑊甘如飴，求之不可得。陰房闃鬼火，春院閟天黑。 牛驥同一皁，雞棲鳳凰食。一朝蒙霧露，分作溝中瘠。如此再寒暑，百癘自辟易。 哀哉沮洳場，為我安樂國。豈有他繆巧，陰陽不能賊。顧此耿耿在，仰視浮雲白。 悠悠我心悲，蒼天曷有極。哲人日已遠，典型在夙昔。風檐展書讀，古道照顏色。 |

## 評價

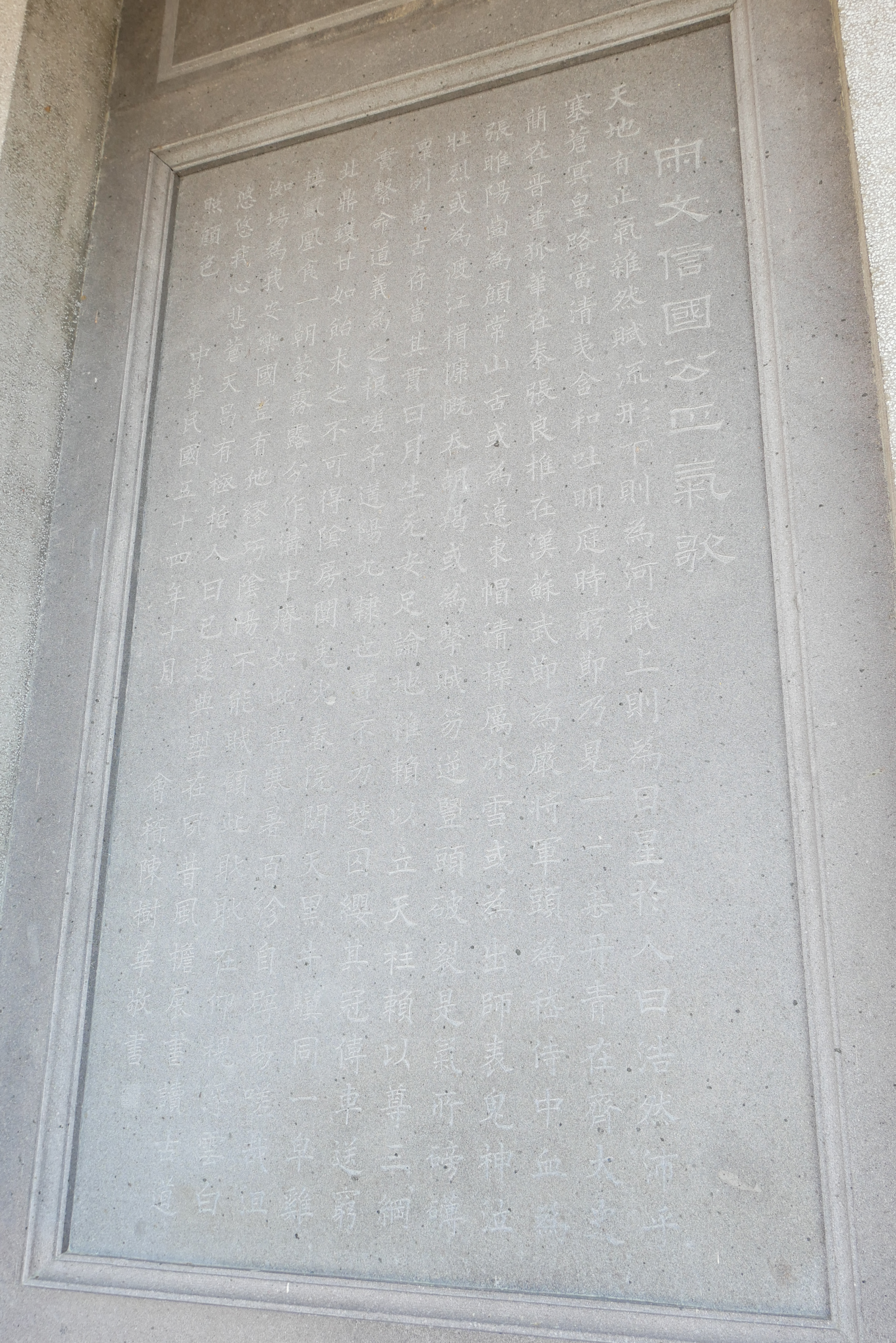
三峽行修宮內會稽陳樹華敬書「宋文信國公正氣歌」

南懷瑾在《禪海蠡測》中認為，正氣歌顯示出文天祥對於死生的意義，領悟得十分透徹，如果不是擁有深造的學問和修養心得，絕不可能有這樣的見地。
钱锺书《宋诗选注》不选《正气歌》。杨绛说钱“选诗按照自己的标准”，“不选文天祥《正气歌》，是很大胆的不选”。1959年8月1日，钱鍾書致函日本学者荒井健提到：“同志诸君评骘拙书之文，义正词严而自愧颛愚，殊无领悟。即如文山‘正气’一歌，排比近俗调，于石徂徕《击蛇笏铭》，尤伤蹈袭，诚未敢随众叫好，一笑。”1978年5月24日钱本人写信给《宋诗选注》的责任编辑弥松颐信中说:“《正气歌》一起全取苏轼《韩文公庙碑》，整篇全本石介《击蛇笏铭》，明董斯张《吹景集》、清俞樾《茶香室丛钞》等早言之；中间逻辑亦尚有问题。”但看正氣歌文字，並沒有全取韓文公廟碑，全篇與擊蛇笏銘重合亦僅僅是“董狐笔”、“击贼笏”两處，錢鍾書評語未明。
陈衍《宋诗精华录》也不选《正气歌》。

## 外部連結
- 文天祥正氣歌（白話文） （页面存档备份，存于）